# 西大沼 (相模原市)
西大沼（にしおおぬま）は、神奈川県相模原市南区の町名。現行行政地名は西大沼一丁目から西大沼五丁目。住居表示実施済区域。

## 地理
南区の北部に位置している。

### 地価
住宅地の地価は、2023年（令和5年）1月1日の公示地価によれば、西大沼3-11-26の地点で14万3000円/m2となっている。

## 歴史
住居表示実施に伴い大字大沼から分立した。それ以前は大沼を参照。

## 世帯数と人口
2020年（令和2年）10月1日現在（国勢調査）の世帯数と人口（総務省調べ）は以下の通りである。
| 丁目         | 世帯数    | 人口    |
| ------------ | --------- | ------- |
| 西大沼一丁目 | 1,264世帯 | 2,792人 |
| 西大沼二丁目 | 1,147世帯 | 2,684人 |
| 西大沼三丁目 | 577世帯   | 1,273人 |
| 西大沼四丁目 | 75世帯    | 180人   |
| 西大沼五丁目 | 464世帯   | 1,191人 |
| 計           | 3,527世帯 | 8,120人 |

### 人口の変遷
国勢調査による人口の推移。
| 年                 | 人口  |
| ------------------ | ----- |
| 1995年（平成7年）  | 8,056 |
| 2000年（平成12年） | 8,078 |
| 2005年（平成17年） | 8,213 |
| 2010年（平成22年） | 8,156 |
| 2015年（平成27年） | 8,159 |
| 2020年（令和2年）  | 8,120 |

### 世帯数の変遷
国勢調査による世帯数の推移。
| 年                 | 世帯数 |
| ------------------ | ------ |
| 1995年（平成7年）  | 2,805  |
| 2000年（平成12年） | 3,035  |
| 2005年（平成17年） | 3,197  |
| 2010年（平成22年） | 3,338  |
| 2015年（平成27年） | 3,400  |
| 2020年（令和2年）  | 3,527  |

## 学区
市立小・中学校に通う場合、学区は以下の通りとなる（2023年5月時点）。
| 丁目         | 番・番地等 | 小学校                 | 中学校                 |
| ------------ | ---------- | ---------------------- | ---------------------- |
| 西大沼一丁目 | 全域       | 相模原市立大野台小学校 | 相模原市立大野台中学校 |
| 西大沼二丁目 | 全域       | 相模原市立大野台小学校 | 相模原市立大野台中学校 |
| 西大沼三丁目 | 全域       | 相模原市立大野台小学校 | 相模原市立大野台中学校 |
| 西大沼四丁目 | 全域       | 相模原市立大沼小学校   | 相模原市立大野台中学校 |
| 西大沼五丁目 | 全域       | 相模原市立双葉小学校   | 相模原市立麻溝台中学校 |

## 事業所
2021年（令和3年）現在の経済センサス調査による事業所数と従業員数は以下の通りである。
| 丁目         | 事業所数 | 従業員数 |
| ------------ | -------- | -------- |
| 西大沼一丁目 | 35事業所 | 222人    |
| 西大沼二丁目 | 20事業所 | 114人    |
| 西大沼三丁目 | 12事業所 | 64人     |
| 西大沼四丁目 | 9事業所  | 204人    |
| 西大沼五丁目 | 15事業所 | 216人    |
| 計           | 91事業所 | 820人    |

### 事業者数の変遷
経済センサスによる事業所数の推移。
| 年                 | 事業者数 |
| ------------------ | -------- |
| 2016年（平成28年） | 104      |
| 2021年（令和3年）  | 91       |

### 従業員数の変遷
経済センサスによる従業員数の推移。
| 年                 | 従業員数 |
| ------------------ | -------- |
| 2016年（平成28年） | 783      |
| 2021年（令和3年）  | 820      |

## 交通
- 国道16号
- 神奈川県道52号相模原町田線

## 施設
- オルガノ開発センター（旧・相模中央化学研究所）

## その他

### 日本郵便
- 郵便番号 : 252-0332[3]（集配局 : 座間郵便局[15]）。